# Décès en avril 2007

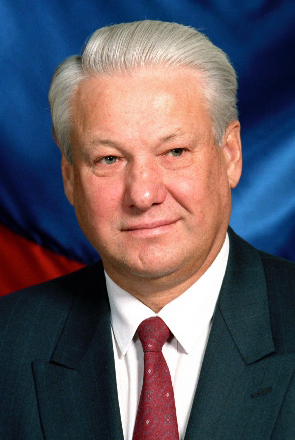
Boris Yeltsin.

Décès
- 2003
- 2004
- 2005
- 2006
- 2007
- 2008
- 2009
- 2010
- 2011

Pour une information complémentaire, voir la page d'aide.

| Date      | Nom                                | Activités | Âge | Source |
| --------- | ---------------------------------- | --- | --- | ------ |
| 1er avril | Laurie Baker                       | architecte indien                                                                                              | 89  |        |
| 1er avril | John Billings                      | physicien australien                                                                                           | 89  |        |
| 1er avril | Driss Chraibi                      | écrivain marocain                                                                                              | 80  |        |
| 1er avril | George Sewell                      | acteur britannique                                                                                             | 82  |        |
| 2 avril   | Henry Lee Giclas                   | astronome américain                                                                                            | 96  |        |
| 2 avril   | Tadjou Salou                       | footballeur togolais                                                                                           | 32  |        |
| 2 avril   | Livio Vacchini                     | architecte suisse                                                                                              | 74  |        |
| 3 avril   | Eddie Robinson                     | joueur et entraîneur américain de football U.S.                                                                | 88  |        |
| 3 avril   | Simon Zimny                        | footballeur français                                                                                           | 79  |        |
| 4 avril   | Bob Clark                          | réalisateur américain                                                                                          | 67  |        |
| 4 avril   | Christiane Singer                  | romancière française                                                                                           | 64  |        |
| 4 avril   | Claude Stratz                      | metteur en scène suisse                                                                                        | 60  |        |
| 5 avril   | Guy Herzlich                       | journaliste français au Monde                                                                                  | 70  |        |
| 5 avril   | Mark St. John                      | guitariste et chanteur américain. Membre du groupe hard rock Kiss.                                             | 51  |        |
| 5 avril   | Ali Sriti                          | compositeur et professeur de musique tunisien                                                                  | 88  |        |
| 5 avril   | Brigitte Ondoa Essono              | journaliste et écrivaine camerounaise et française.                                                            | 52  |        |
| 6 avril   | Luigi Comencini                    | réalisateur italien                                                                                            | 90  |        |
| 6 avril   | John Roberts                       | homme politique canadien. Ancien ministre.                                                                     | 73  |        |
| 6 avril   | Darryl Stingley                    | joueur américain de football U.S.                                                                              | 55  |        |
| 7 avril   | Barry Nelson                       | acteur américain                                                                                               | 89  |        |
| 8 avril   | Sol LeWitt                         | artiste américain                                                                                              | 78  |        |
| 9 avril   | Egon Bondy                         | poète, philosophe et romancier tchèque                                                                         | 77  |        |
| 9 avril   | Alain Etchegoyen                   | philosophe et essayiste français                                                                               | 55  |        |
| 9 avril   | Jocelyn Houde                      | dessinateur de BD canadien                                                                                     | 47  |        |
| 9 avril   | Hassen Khalsi                      | acteur tunisien                                                                                                | 75  |        |
| 9 avril   | Dumitru Pirvulescu                 | athlète roumain                                                                                                | 73  |        |
| 9 avril   | Wilhelm-Karl de Prusse             | prince allemand et dernier petit-fils de l'empereur Guillaume II                                               | 85  |        |
| 10 avril  | Nawal Abou El Foutouh              | actrice égyptienne                                                                                             | 67  |        |
| 10 avril  | Ibrahim ben Mohammed Al ach-Cheikh | érudit musulman et homme politique saoudien                                                                    |     |        |
| 10 avril  | Awdy Kulyýew                       | homme politique turkmène. Ministre des Affaires étrangères de 1990 à 1992.                                     | 71  |        |
| 10 avril  | Jacqueline Richerot                | résistante et journaliste française. Veuve du fondateur du Dauphiné libéré Louis Richerot.                     | 87  |        |
| 10 avril  | Michel Sénéchal                    | Footballeur français.                                                                                          | 68  |        |
| 10 avril  | Harry Weber                        | photographe autrichien                                                                                         | 85  |        |
| 11 avril  | Roscoe Lee Browne                  | Acteur américain                                                                                               | 82  |        |
| 11 avril  | Pierre Giraudet                    | chef d'entreprise français. PDG d'Air France de 1975 à 1984.                                                   | 87  |        |
| 11 avril  | Loïc Leferme                       | apnéiste français                                                                                              | 36  |        |
| 11 avril  | Kurt Vonnegut                      | écrivain américain                                                                                             | 84  |        |
| 12 avril  | Agnès Fagoo                        | centenaire française. Doyenne du Nord-Pas-de-Calais.                                                           | 112 |        |
| 12 avril  | Pierre Probst                      | auteur et illustrateur français                                                                                | 94  |        |
| 12 avril  | Denis Ravera                       | ministre des Affaires sociales et de la Santé de Monaco depuis le 1er février 2005                             | 58  |        |
| 13 avril  | Marie Clay                         | chercheuse néo-zélandaise                                                                                      | 81  | (en)   |
| 13 avril  | Marc Galle                         | homme politique belge. Ancien ministre.                                                                        | 76  |        |
| 13 avril  | Raymond Marcillac                  | journaliste français                                                                                           | 90  |        |
| 13 avril  | Vaclav Zilka                       | pédagogue et flûtiste tchécoslovaque                                                                           | 82  |        |
| 14 avril  | Ladislav Adamec                    | Premier ministre de la République socialiste tchèque de 1987 à 1988 puis de la Tchécoslovaquie de 1988 à 1989. | 80  |        |
| 14 avril  | June Callwood                      | écrivaine canadienne                                                                                           | 82  |        |
| 14 avril  | Don Ho                             | chanteur américain                                                                                             | 76  |        |
| 14 avril  | René Rémond                        | historien et politologue français                                                                              | 88  |        |
| 15 avril  | Wladislaw Kowalski                 | Footballeur français.                                                                                          | 79  |        |
| 15 avril  | Maria-Antonietta Macciocchi        | intellectuelle et homme politique italienne                                                                    | 84  |        |
| 16 avril  | Robert Desbats                     | coureur cycliste français                                                                                      | 85  |        |
| 16 avril  | Gaétan Duchesne                    | joueur canadien de hockey sur glace                                                                            | 44  |        |
| 16 avril  | Léon Gambier                       | peintre de la Marine français                                                                                  | 89  |        |
| 16 avril  | Robert Jones                       | homme politique britannique. Ancien ministre.                                                                  | 56  |        |
| 16 avril  | Maria Lenk                         | nageuse brésilienne                                                                                            | 92  |        |
| 17 avril  | Frédéric Benrath                   | peintre français                                                                                               | 77  |        |
| 17 avril  | Gil Dobrică                        | chanteur roumain                                                                                               | 61  |        |
| 17 avril  | Itchō Itō                          | homme politique japonais. Maire de Nagasaki depuis 1995.                                                       | 61  |        |
| 17 avril  | Raymond Kaelbel                    | Footballeur international français.                                                                            | 75  |        |
| 17 avril  | Irène Pétry                        | femme politique belge                                                                                          | 84  |        |
| 18 avril  | Kitty Carlisle                     | chanteuse et actrice américaine                                                                                | 96  |        |
| 18 avril  | Andrej Kvašňák                     | Footballeur international tchécoslovaque.                                                                      | 70  |        |
| 19 avril  | Jean-Pierre Cassel                 | acteur français                                                                                                | 74  |        |
| 19 avril  | René Cousinier                     | humoriste français                                                                                             | 82  |        |
| 19 avril  | Bohdan Paczyński                   | astrophysicien polonais                                                                                        | 67  |        |
| 20 avril  | Andrew Hill                        | pianiste et compositeur américain                                                                              | 69  |        |
| 20 avril  | Mokhtar Latiri                     | ingénieur et haut fonctionnaire tunisien                                                                       | 81  |        |
| 20 avril  | Michael Fu Tieshan                 | évêque catholique, président de l'Église catholique « officielle » en Chine                                    | 76  |        |
| 21 avril  | Roger Gendrin                      | physicien français                                                                                             | 75  |        |
| 21 avril  | Jules Sbroglia                     | Footballeur puis entraîneur français.                                                                          | 77  |        |
| 23 avril  | Boris Eltsine                      | président de la fédération de Russie de 1991 à 1999                                                            | 76  |        |
| 23 avril  | David Halberstam                   | journaliste, historien et essayiste américain                                                                  | 73  |        |
| 24 avril  | Ida Russakoff Hoos                 | sociologue américain                                                                                           | 94  |        |
| 24 avril  | Mohamad Zouheir Macharka           | ancien vice-président de la Syrie                                                                              | 68  |        |
| 25 avril  | Alan Ball                          | footballeur britannique                                                                                        | 61  |        |
| 25 avril  | Barbara Blida                      | femme politique polonaise. Ancienne ministre.                                                                  | 57  |        |
| 25 avril  | Gaétan D'Amours                    | culturiste canadien. "Monsieur Canada" en 1961 et "Monsieur Amérique" en 1961.                                 | 74  |        |
| 25 avril  | Arthur Milton (en)                 | joueur de cricket et footballeur britannique. International dans les deux disciplines                          | 79  |        |
| 25 avril  | Bobby Pickett                      | acteur, compositeur et scénariste américain                                                                    | 68  |        |
| 26 avril  | Marcel Cramoysan                   | peintre français de l'École de Rouen                                                                           | 92  |        |
| 26 avril  | Florea Dumitrache                  | Footballeur international roumain.                                                                             | 58  |        |
| 26 avril  | Shin Hyon Hwak                     | premier ministre de la Corée du Sud de 1979 à 1980 et en 1991                                                  | 87  |        |
| 26 avril  | Jack Valenti                       | président de la Motion Picture Association of America de 1966 à 2004                                           | 85  |        |
| 26 avril  | Alia es-Solh                       | journaliste et féministe libanaise. Fille de l'ancien premier ministre Riyad es-Solh.                          | 75  |        |
| 27 avril  | Edna Mae Burnam                    | compositrice et éducatrice musicale américaine                                                                 | 99  |        |
| 27 avril  | Bill Forester                      | joueur américain de football U.S                                                                               | 74  |        |
| 27 avril  | Raymond Guégan                     | coureur cycliste français                                                                                      | 85  |        |
| 27 avril  | Kirill Lavrov                      | acteur russe                                                                                                   | 81  |        |
| 27 avril  | Mstislav Rostropovitch             | musicien et chef d'orchestre russe                                                                             | 80  |        |
| 28 avril  | Dabbs Greer                        | acteur américain                                                                                               | 90  |        |
| 28 avril  | René Mailhot                       | journaliste québécois                                                                                          | 64  |        |
| 28 avril  | Johnny Perkins                     | joueur américain de football U.S.                                                                              | 54  |        |
| 28 avril  | Carl Friedrich von Weizsäcker      | physicien et philosophe allemand. Frère de l'ancien président allemand Richard von Weizsäcker.                 | 94  |        |
| 29 avril  | Milt Bocek                         | joueur américain de baseball                                                                                   | 94  |        |
| 29 avril  | Josh Hancock                       | joueur américain de baseball                                                                                   | 29  |        |
| 29 avril  | Joseph Nérette                     | président d'Haïti de 1991 à 1992.                                                                              | 83  |        |
| 29 avril  | Ivica Račan                        | premier ministre de la Croatie de 2000 à 2003                                                                  | 63  |        |
| 30 avril  | Grégory Lemarchal                  | chanteur français                                                                                              | 23  |        |
| 30 avril  | Tom Poston                         | acteur américain                                                                                               | 85  |        |
| 30 avril  | Gordon Scott                       | acteur américain. Interprète de Tarzan de 1955 à 1960.                                                         | 79  |        |
| 30 avril  | Arsène Vaillant                    | journaliste et footballeur belge                                                                               | 84  |        |
| 30 avril  | André Valardy                      | acteur et réalisateur belge                                                                                    | 68  |        |